# Vieux-Temps (bière)
 (mai 2024).
 (mai 2021).
Si vous disposez d'ouvrages ou d'articles de référence ou si vous connaissez des sites web de qualité traitant du thème abordé ici, merci de compléter l'article en donnant les références utiles à sa vérifiabilité et en les liant à la section « Notes et références ».
La Vieux-Temps est une bière belge de fermentation haute, ambrée et légère qui titre 4,5° d’alcool. Elle est brassée à Louvain par la brasserie Artois faisant partie du groupe brassicole AB InBev.

## Histoire

### La création de laVieux-Temps

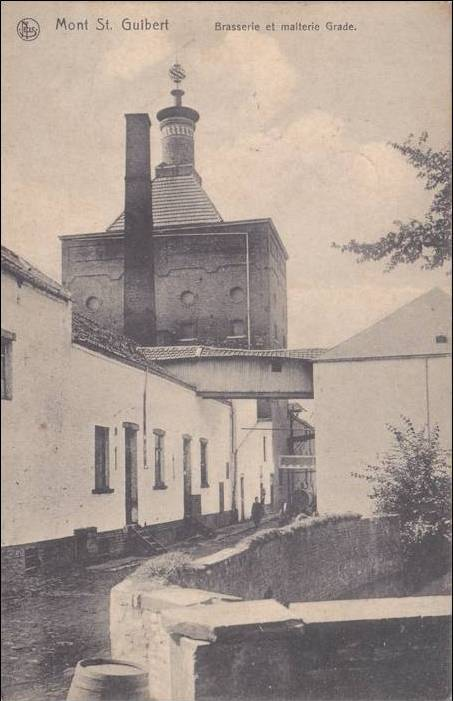
La brasserie Grade

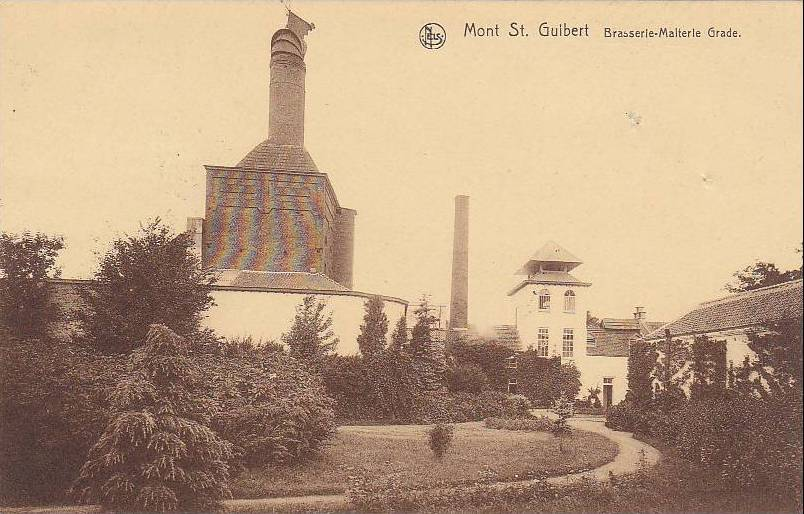
La brasserie au début du.

C’est en 1858 que Pierre-Joseph Grade (1841-1902) fonde sa brasserie à Mont-Saint-Guibert. À cette époque, la fabrication de la bière relève de l’artisanat. Grâce à son esprit d’entreprise, cette brasserie devient rapidement la plus importante de la région.
Son fils, Joseph Grade (1872-1956) reprend les affaires et construit une malterie dotant son entreprise d’un cycle complet de fabrication, depuis l’orge jusqu’à la bière.
Jules Grade (1900-1975), obtient son diplôme d’ingénieur-brasseur en 1923. À cette époque, la brasserie Grade s’attache à la production de bières spéciales de fermentation haute telles que la Forte Brune, le Stout, le Scotch et d’autres bières de type anglais très en vogue après la Première Guerre mondiale.
En 1930, c’est le tournant décisif de la brasserie Grade avec la mise au point d’une bière spéciale filtrée. Pour montrer qu’elle conserve néanmoins le riche goût des bières anciennes, elle est baptisée Vieux-Temps. C’est une bière de fermentation haute, ambrée et légère qui titre 4,5° d’alcool. La production est arrêtée pendant la guerre mais reprend dès 1946, pour atteindre 5 000 hectolitres par an.
Jo Grade (1926-2019), obtient son diplôme d’Ingénieur chimiste et des industries agricoles (section Brasserie) en 1950. Avec son équipe, il se consacre à la problématique de la production, voulant disposer d’un outil moderne pour affronter un marché de plus en plus concurrentiel.
Présentée au concours international de la Brasserie à Edimbourg en 1950, la Vieux-Temps obtient le premier prix des bières spéciales. En 1951, elle obtient à nouveau le premier prix à Luxembourg.
Face à l’accroissement rapide des ventes qui suit les distinctions à ces concours, la production annuelle atteint 16 000 hectolitres, soit la capacité maximum de la brasserie de Mont-Saint-Guibert. Jules Grade propose alors à la brasserie Du Bois à Lebbeke, qui appartient à ses beaux-frères, de brasser à façon une partie de la production de Vieux-Temps. Cette collaboration durera de 1951 à 1968 et va permettre d’augmenter rapidement la capacité de production et d’étaler sur quelques années les investissements nécessaires à la croissance de la brasserie de Mont-Saint-Guibert. En 1955, les deux brasseries Grade et Du Bois produisent 85 000 hectolitres de Vieux-Temps par an. A Mont-Saint-Guibert, l’expansion continue avec, une nouvelle salle de brassage, une nouvelle bouteillerie (18 000 bt/h), et un nouveau hall de stockage. En 1968, à la suite de ces investissements, la brasserie dispose d’un complexe tout à fait moderne. La décision est alors prise d’arrêter le brassage à façon à Lebbeke.
En 1969, la Vieux-Temps remporte, à Londres, la médaille d’or de la Sélection mondiale de la bière.

### Les accords avec Artois
En 1970, un accord commercial est conclu avec la brasserie Artois à Louvain dans le but de développer la vente de la bière Vieux-Temps.
En 1977, outre la Vieux-Temps, d’autres bières sont brassées à Mont-Saint-Guibert. En effet, à la fermeture de la brasserie Lootvoet d’Overijse par le groupe Artois, la production des quatre variétés de bière Leffe est transférée à Mont-Saint-Guibert : la Brune, la Triple, la Vieille Cuvée et la Radieuse.
Jo Grade et son équipe vont mettre au point la Leffe Blonde, destinée dans un premier temps au marché français avec la collaboration d’Artois France. Les ventes se développent rapidement pour s’étendre à l’Italie puis aux autres pays européens.
De 1980 à 1986, la brasserie continue de se développer avec l’acquisition de nouvelles cuves cylindro-coniques en acier inoxydable. Ces cuves ont l’avantage d’assurer successivement la fermentation pendant la première semaine, puis le refroidissement de la bière à 0 °C, et enfin la garde pendant 2 à 3 semaines avant de procéder à la filtration et la mise en bouteille. Elles permettent également un entretien plus facile avec une stérilisation efficace. La production annuelle est en constante augmentation : de 210 000 hectolitres en 1980, elle passe à 330 000 hectolitres en 1986 dont 200 000 hectolitres de Vieux-Temps et 130 000 hectolitres de Leffe.
En 1983, la brasserie Grade prend le nom de brasserie Saint-Guibert.
En 1986, la direction inaugure, en présence d’autorités nationales et régionales, un nouveau centre d’embouteillage parmi les plus modernes d’Europe d’une capacité de 15 bouteilles à la seconde.
En 1988, le groupe Interbrew est formé à la suite de la fusion de la brasserie Artois de Louvain et de la brasserie Piedbœuf de Jupille-Liège,,. La production de Vieux-Temps diminue au profit de la Leffe qui rencontre un très gros succès auprès des consommateurs. En 1993, on brasse 80 000 hectolitres de Vieux-Temps et 400 000 hectolitres de produits Leffe.

### Fermeture de la brasserie Saint-Guibert par Interbrew
L’arrivée chez Interbrew d’un spécialiste des restructurations, qui a pour objectif de hisser le groupe parmi les premières entreprises brassicoles au monde, a pour conséquence la fermeture de nombreux centres de production dont celui de la brasserie familiale de Mont-Saint-Guibert qui est prévue pour juin 1996. Le matériel de la brasserie est démonté pour être utilisé  dans d’autres brasseries du groupe.
En 2004, Interbrew fusionne avec le brasseur brésilien Companhia de Bebidas das Americas (AmBev) pour former InBev,.
En 2008, InBev rachète le groupe américain Anheuser-Busch. Le nouveau groupe Anheuser-Busch InBev devient ainsi le plus grand producteur de bière au monde,.